# James Williamson
James Williamson, född 29 oktober 1949 i Castroville, Texas, är en amerikansk musiker, mest känd som gitarrist i rockbandet The Stooges.
Williamson blev Stooges andra gitarrist när han 1971 ersatte Ron Asheton, som istället kom att spela bas. Han spelade på gruppens tredje album, Raw Power från 1973, och skrev även tillsammans med Iggy Pop alla låtarna på albumet. Efter att bandet upplösts 1974 spelade Williams och Pop in albumet Kill City vilket gavs ut 1977. Williamson lämnade därefter musikbranschen, skaffade sig en utbildning inom elektronik och fick jobb inom datorindustrin. Han återvände tillfälligt 1979 då han spelade på och producerade Iggy Pops album New Values. Williamson var inte med när The Stooges återförenades 2003, men återkom till bandet 2009 efter Ron Ashetons död. Han var med på turnéer och studioinspelningar till 2016, då bandet slutligen upplöstes.